# Miconia squamulosa
El tuno esmeraldo (Miconia squamulosa) es una especie de arbusto de la familia Melastomataceae, nativa de la Cordillera Oriental de los Andes de Colombia hasta Táchira en Venezuela, que se encuentra entre los 2.400 y 3.500 m de altitud. 

## Descripción
Alcanza entre 1 y 8 m de altura. Ramificada desde el suelo, los ramos superiores comprimidos, la copa de forma irregular.  Hojas recias: pecíolo de 3 a 9 mm; lámina de 3,5 a 11 cm de largo por 1,5 a 3,5 cm de ancho; la haz áspera, pulverulenta cuando tierna y al final glabra; envés liso, escamuloso ceniciento; follaje verde grisáceo; hojas opuestas, haz verde oscuro (claro en suelos malos), envés marrón blanquecino, anteado.
Inflorescencias en panículas compactas, erectas, de 4 a 8 cm de longitud, ramificadas por lo común desde la base; brácteas y bractéolas caedizas, de 0,5 a 1,5 mm de largo. Flores sésiles con hipanto campanulado de 3 mm, furfuráceo-pubérulo; sépalos obscuros con diente exterior y grueso; pétalos blancos, obovados o suborbiculares, de 2 a 3 mm de largo, retusos; estambres isomorfos,confilamento de 3 mm o algo mayor, geniculado; anteras blancas a amarillentas, cortas y robustas, de 1 a 2 mm, con amplio poro subapical ; conectivo diminutamente bilobulado en la base y a veces giboso en el dorso, estilo de 4 a 5 mm, blanco, con estigma obtuso. Fruto en baya globosa de 4 a 5 mm de diámetro, umbilicada, color verde esmeralda, muy jugosa; con múltiples semillas lisas, semiovaladas.

## Usos
Los frutos son consumidos frescos. Se ha reportado su utilización como desparasitante para animales. La madera se usa para cabos de herramientas, postes y tutores en cultivos.